# Caroline Buchanan
Caroline Buchanan (* 24. Oktober 1990 in Canberra) ist eine australische Radrennfahrerin, die im BMX Racing und im Mountainbikesport in der Disziplin Four Cross aktiv ist.

## Sportlicher Werdegang
Ihre Karriere im Radsport begann Buchanan im BMX-Rennsport, nach ersten Erfolgen bei den Junioren wurde sie 2009 erstmals Australische Meisterin in der Elite, 2010 stand sie das erste Mal auf dem Podium im UCI-BMX-Supercross-Weltcup. In der Saison 2012 gewann sie das erste Weltcup-Rennen ihrer Karriere, die Weltcup-Gesamtwertung und ihren ersten Weltmeistertitel. Bis 2017 folgten vier weitere Einzelerfolge, der zweite Sieg in der Gesamtwertung 2014 sowie zwei Weltmeistertitel und fünf weitere Medaillen bei Weltmeisterschaften.
Buchanan hat an den Olympischen Sommerspielen 2012 in London und 2016 in Rio de Janeiro im BMX-Rennen teilgenommen, 2012 belegte sie den 5. Platz, 2016 den 9.
Als im Jahr 2007 die Mountainbike-Weltmeisterschaften 2009 an ihre Heimatstadt Canberra vergeben wurden, fasste Buchanan den Plan,  dort im Four Cross an den Start zu gehen. Ihr Debüt gab sie bei den Weltmeisterschaften 2007, bei denen sie den 8. Platz belegte. 2008 gewann sie im UCI-Mountainbike-Weltcup das Testrennen für die Weltmeisterschaften in Caberra. Bei den Weltmeisterschaften 2009 konnte sie Plan verwirklichen und wurde im Alter von 18 Jahren Weltmeisterin im Four Cross. Bis zum Jahr 2017 folgten vier weitere Weltmeistertitel in der Disziplin. Zwischenzeitlich versuchte sich Buchanan in der Saison 2013 im Downhill und belegte bei den Weltmeisterschaften den 5. Platz.
Im Dezember 2017 verletzte sich Buchanan schwer bei einem Unfall mit einem Geländewagen. Im Jahr 2018 startete sie deshalb nur bei ausgewählten Rennen. Unter anderem nahm sie an den UCI-Urban-Cycling-Weltmeisterschaften im BMX-Freestyle Park teil um zu beweisen, dass sie auch im BMX Freestyle erfolgreich sein kann. Nach dem Qualifying für die letzten 12 brach sie sich jedoch beim Warm-Up den Finger und musste sich aus dem Wettkampf zurückziehen.
In der Saison 2019 kehrte Buchanan zum BMX-Racing zurück, um sich für die Olympischen Sommerspiele 2020 in Tokio zu qualifizieren, konnte jedoch an ihre Leistungen vor dem Unfall nicht anknüpfen. Bei der Nominierung für das australische Team im Juni 2021 wurde sie nicht berücksichtigt. Seitdem hat sie dem BMX-Rennsport den Rücken gekehrt. 2022 wurde sie jedoch Australische Meisterin im Pumptrack.

## Ehrungen
2013 wurde Caroline Buchanan in Australien zur Sportlerin des Jahres und zum Radsportler des Jahres  gewählt.

## Erfolge
| 2009 - Australische Meisterin – Race 2011 - Australische Meisterin – Race 2012 - Weltmeisterin – Zeitfahren - Gesamtwertung und ein Erfolg UCI-BMX-World-Cup 2013 - Weltmeisterin – Race - Weltmeisterschaften – Zeitfahren 2014 - Weltmeisterschaften – Zeitfahren - Australische Meisterin – Race - Gesamtwertung und zwei Erfolge UCI-BMX-World-Cup 2015 - Weltmeisterschaften – Race - Ozeanienmeisterschaften – Race - Australische Meisterin – Race 2016 - Weltmeisterschaften – Race - Weltmeisterin – Zeitfahren - Ozeanienmeisterschaften – Race - zwei Erfolge UCI-BMX-World-Cup 2017 - Weltmeisterschaften – Race - Australische Meisterin – Race | 2008 - Ozeanienmeisterin – 4X - ein Weltcup-Erfolg – 4X 2009 - Weltmeisterin – 4X - Ozeanienmeisterin – 4X und Dual Slalom - ein Weltcup-Erfolg – 4X 2010 - Weltmeisterin – 4X 2013 - Weltmeisterin – 4X 2016 - Weltmeisterin – 4X 2017 - Weltmeisterin – 4X 2022 - Australische Meisterin – Pump Track |